# Sini Rid, Burgas
Sini Rid (în bulgară Сини Рид) este un sat în comuna Ruen, regiunea Burgas,  Bulgaria. 

## Demografie
Componența etnică a satului Sini Rid
     Turci (85,83%)
     Nicio identificare (14,16%)
     Altele (0%)
La recensământul din 2011, populația satului Sini Rid era de 360 locuitori. Din punct de vedere etnic, majoritatea locuitorilor (85,83%) erau turci. Pentru 14,16% din locuitori nu este cunoscută apartenența etnică.